# 32 van Kampen

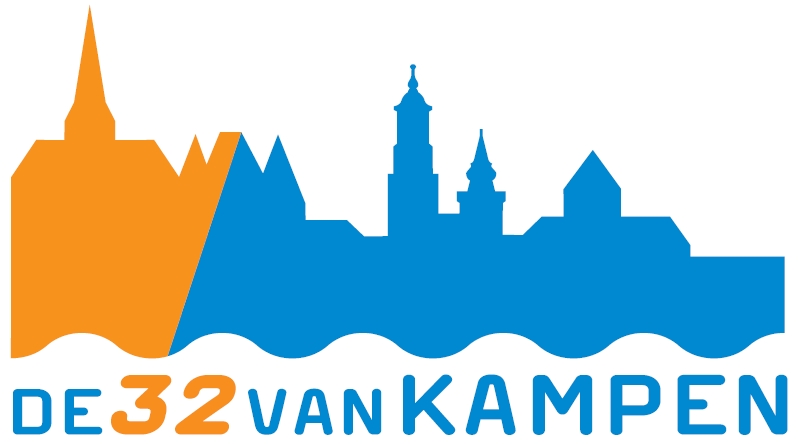
Logo 32 van kampen

De 32 van Kampen is een jaarlijks atletiekevenement dat gehouden wordt in Kampen, Overijssel. De eerste editie werd in 2005 georganiseerd. Het eerste startschot werd toen gegeven door de voorzitter van vereniging AV Isala96. Bij de vijfde editie in 2010 waren er meer dan 750 deelnemers. De 32 van Kampen wordt in maart gehouden. De 32 van Kampen wordt door marathonlopers gezien als een voorbereiding op de Marathon van Rotterdam die altijd één maand later wordt georganiseerd.
Het evenement wordt georganiseerd door AV Isala'96 uit Kampen.

## Afstanden
- 32 km van Kampen
- De halve van Kampen (21,1 km)
- 10 km van Kampen
- 5 km van Kampen